# Araks (Satellit)
Araks-N ist ein im elektro-optischen Bereich arbeitender Erderkundungssatellitentyp aus Russland.

## Aufbau
Der Hauptbestandteil des von Lawotschkin entwickelten Satellits ist das 1,5 Meter große Teleskop, welches von Lomo entwickelt und gebaut wurde. Mit einer angeblichen Auflösung zwischen 2 und 10 Metern konnten Infrarot- und Schwarzweissbilder geschossen werden. Die Stromversorgung wurde über ausklappbare und anschließend fixierte Sonnenpanele und Batterien sichergestellt. Die geplante Lebensdauer lag bei vier Jahren.

## Missionen
Araks-N 1 (Kosmos 2344)
Araks-N 1 startete am 6. Juni 1997 um 16:56 UTC vom Startplatz GIK-5 LC200/39 am Kosmodrom Baikonur. Wegen eines Batterieversagens unmittelbar nach Erreichen der geplanten Umlaufbahn konnte der Satellit nur etwa vier Monate betrieben werden.
Araks-N 2 (Kosmos 2392)
Araks-N 2 startete am 25. Juli 2002 um 15:13 UTC vom Startplatz GIK-5 LC81/24 ebenfalls am Kosmodrom Baikonur ohne Zwischenfälle. Der Satellit blieb bis zu einem Druckabfall im Servicemodul ein Jahr nach dem Start in Betrieb.